# طارق الهاشمي
طارق أحمد بكر الهاشمي (مواليد بغداد عام 1942)، سياسي عراقي شغل منصب نائب رئيس جمهورية العراق. كان ضابطًا في الجيش العراقي لفترة طويلة وكان أحد قادة الحزب الإسلامي العراقي الذي كان يعد الواجهة السياسية لجماعة الإخوان المسلمين في العراق. لكنه انتقد في عام 2009 التخندق الطائفي في الساحة العراقية، مما أدى إلى استقالته من منصب رئيس الحزب، وأسس قائمة تجديد ثم انضم إلى تحالف وطني بقيادة إياد علاوي هو القائمة العراقية الوطنية، وهو التحالف الذي فاز بالانتخابات البرلمانية الثانية التي شهدها العراق بعد الغزو الأمريكي في آذار / مارس 2003. يتزعم «حركة تجديد». حُكم عليه غيابياً بالإعدام شنقاً بعد إدانته بتهم إرهابية.
أعلن استقالته من منصب نائب رئيس جمهورية العراق بتاريخ 30 ديسمبر 2013  «إستنكارا لسياسات المالكي وردا على العدوان الذي تعرضت لهُ الأنبار وتضامناً معها» حسب ما ذكر في مذكرة الاستقالة التي تقدم بها إلى الرئيس العراقي جلال طالباني.

## نشأته
ولد الهاشمي ونشأ في محلة البارودية، في بداية شارع الجمهورية على بعد مسافة 150 مترا حيث يقع جامع علي أفندي  ببغداد عام 1942، ينتمي لعائلة سنية محافظة، كانت ترعاه جدته وتشرف على تربيته بصورة مباشرة ليست والدته، وهي التي اخذته للمدرسة وبقيت ترعاه حتى وفاتها في العام 1954.
ينتمي الهاشمي إلى الطبقة الوسطى، ساهمت في تأسيس الدولة العراقية الحديثة. إذ تقلد والده منصباً حكومياً رفيعاً حتى عام 1957، وكان عمه محمود الهاشمي مدرس الملك غازي في مادة التاريخ. كما أن خاله ياسين الهاشمي كان رئيساً لوزراء العراق لفترات متعاقبة حتى عام 1936، إضافة إلى طه الهاشمي الذي توفى عام 1961 وكان يشرف على الملك غازي عندما كان يافعاً ثم أصبح وزيراً مخضرماً للدفاع لفترات متعاقبة أيضاً، ومن ثم أصبح رئيساً للوزراء ابان العهد الملكي 1941، ثم رئيساً لمجلس الاعمار حتى عام 1958 واستشهد عام 1941، في فلسطين أثناء الحرب ضد اليهود ويوجد قبره في الجامع الاموي قرب قبر القائد صلاح الدين الايوبي. عائلة ياسين الهاشمي كانت من الطبقة الأرستقراطية ، وكذلك عائلة طه الهاشمي، لكن عائلة طارق الهاشمي كانت من الطبقة الوسطى.
تزوج الهاشمي عام 1971 من فتاة عراقية (أم زياد). ولديه منها خمسة، ثلاثة أولاد: زياد، أحمد، أبو عبيدة وابنتان.

## حياته العلمية
أكمل الهاشمي دراسته في مرحلتيها الابتدائية والإعدادية في محلة البارودية ، في مدرسة العصمة المختلطة حيث كانوا يقبلون الأولاد حتى الصف الثالث، وبعدها انتقل الهاشمي إلى مدرسة ثانية تدعى القبس ومن ثم مدرسة الفضل، واكمل مرحلة المتوسطة في مدرسة الغربية المتوسطة.
ثم التحق خلال العام 1959 بالكلية العسكرية ليتخرج برتبة (ملازم ثاني) في الجيش العراقي في صنف الدروع في 1962، حصل في عام 1969 على شهادة البكالوريوس في الإدارة والاقتصاد  من الجامعة المستنصرية، في العراق.
حصل على الماجستير في العلوم الإدارية والعسكرية من كلية القيادة والأركان العراقية خلال العام 1971، واستمر في الخدمة العسكرية حتى تقاعده نهاية الثمانينات، ثم سافر إلى الكويت بعد ذلك حيث عين بالكلية العسكرية في الكويت، كما رشح لدورة معلمي الأسلحة البريطانية في (معسكر لالوورث في بريطانيا) عام 1966، ودورة الأسلحة في جيكوسلوفاكيا عام 1968، ودورة الضباط الأقدمين في الهند عام 1974. وفي العام 1978 حصل على الماجستير في الاقتصاد  بدرجة (امتياز)، وكانت رسالة الماجستير في موضوع (العلاقة بين التنمية الاقتصادية والدفاع الوطني). في جامعة بغداد.
وكان قد سجل في عام 1988 على دراسة الدكتوراه في الاقتصاد لدى جامعة بليموث البريطانية، إلا أنها ألغيت عام 1991 بسبب احداث الكويت، إذ حرم من مناقشة أطروحة الدكتوراه بعد أن رفضت السلطات البريطانية منحه سمة الدخول وهكذا كانت تتعامل مع أغلب العراقيين بعد أحداث الكويت عام 1990.

## وظائف ومسؤوليات
تولى الهاشمي بعد تخرجه التدريس في جامعة البكر للدراسات العسكرية في بغداد -، وبعد حصوله على الماجستير -ثلاث سنوات- حصل على وظيفة (مدير فرع العراق). في شركة الملاحة العربية المتحدة، نقل بعدها إلى المقر الرئيسي في دولة الكويت مديراً عاماً لتسويق الخليج بعد نجاحه في جمع وإعادة نقل البضائع والحمولات العراقية التي تبعثرت في مختلف موانئ العالم بسبب ظروف الحرب العراقية الإيرانية عام 1981. وهو ما اعتبرته إدارة الشركة عملاً متميزاً قررت بموجبه ترقيته ليتولى إدارة منطقة الشرق الأوسط كنائب لرئيس الشركة. ولم تتوفر له فرصة العودة إلى الوطن إلا بعد أحداث الغزو العراقي للكويت.
عاد إلى العراق في عام 1991 بعد أن أغلقت شركة النقل البحري بدأ يزاول أعمال التجارة كرجل أعمال من خلال شركته الخاصة بالتجارة العامة والوكالات. عاش بين أهله الحصار الاقتصادي الذي امتد إلى أكثر من 12 سنه، بقي هناك ولم يغادر، أو يهاجر بحثاً عن حياة أفضل لعائلته، بالرغم من الفرص المغرية التي كانت متاحة لي للهجرة، بل قرر أن يعيش مع بلده مصابها، ويستشعر ألمها، ويكون قريباً منها. واصل الهاشمي حياته هكذا، وعاش مع أهله في بغداد أيام الحرب الأخرى على العراق عام 2003، التي كانت بمثابة تجربة جديدة في العيش تحت النار بعد تجربة الحرب على العراق عام 1991. وما أن وضعت المعركة الأخيرة أوزارها حتى انطلق في النشاط السياسي.

## حياته السياسية

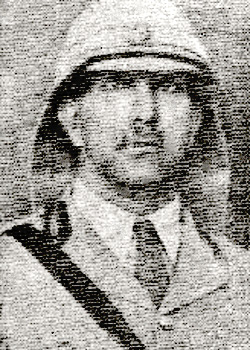
طه الهاشمي

عندما انتقلت عائلته إلى «راغبة خاتون»، وفي العام 1957 أصبح ناشطاً سياسياً في إطار الحركة الإسلامية ولم يكن هناك حزب إسلامي، فقد انطلق في الستين لكن كانت هناك بوادر عمل إسلامي، وفي 1958 - 1959 كان هناك احتكاك مع الشيوعيين والأحزاب القومية في الأعظمية وكان يشارك في المظاهرات وتعليق اللافتات.
نشط الهاشمي في بداية حياته السياسية بحزب البعث العراقي، ثم انضم إلى الحزب الإسلامي العراقي وأصبح عضوا بمجلس شورى الحزب. وفي يونيو 2004 وبعد سقوط نظام الرئيس صدام حسين، اختير الهاشمي لرئاسة الحزب الإسلامي العراقي حتى مايو 2009.
في 22 أبريل 2006، وإثر فوزه في انتخابات ديسمبر 2005 عن جبهة التوافق العراقية اختير الهاشمي أحد نائبي الرئيس العراقي. وفي سبتمبر 2009 أعلن الهاشمي تشكيل قائمة مستقلة بعد انسحابه من الحزب الإسلامي أطلق عليها «حركة تجديد» لخوض الانتخابات القادمة. عُرف بمعارضته فكرة الفدرالية ومطالبته القوات الأجنبية بجدولة انسحابها من العراق لوقف موجة العنف التي تعصف بالبلاد.

### الحزب الإسلامي العراقي
انظم إلى (الحزب الإسلامي العراقي) عام 1975، وفي عام 2004 انتخب في مجلس شورى الحزب أميناً عاماً. وفي 24 مارس 2009 قدم استقالته من منصب الأمين العام للحزب الإسلامي العراقي كي يتفرغ للمشروع الوطني.
- شعبية الحزب

نشرت بعض وسائل الإعلام من بينها وكالة أنباء الإعلام العراقي وصحيفتي الزمان والبينة الجديدة وغيرها تصريحاً منسوباً إلى د. محسن عبد الحميد رئيس مجلس الشورى المركزي للحزب الإسلامي العراقي جاء فيه إن من أسباب تراجع شعبية الحزب في انتخابات السابع من آذار هو أن جهود قيادة الحزب لم تك بالمستوى المطلوب، فضلاً عن خروج طارق الهاشمي الذي أخذ معه شعبية الحزب.

### القائمة العراقية
شارك في تأسيس تحالف وطني نوعي واسع، يمثل بديلاً عراقياً للمشاريع الدخيلة والطارئة، وسبيلاً لإنقاذ الوطن من مأزقه، يهدف إلى انجاز التحول من الطائفية والفئوية إلى دولة المواطنة والمؤسسات ومجتمع التسامح والتعايش. ولقد أعلن عنه في 16 كانون الثاني 2010 بإشهار كتلة «العراقية».

## نائب الرئيس العراقي

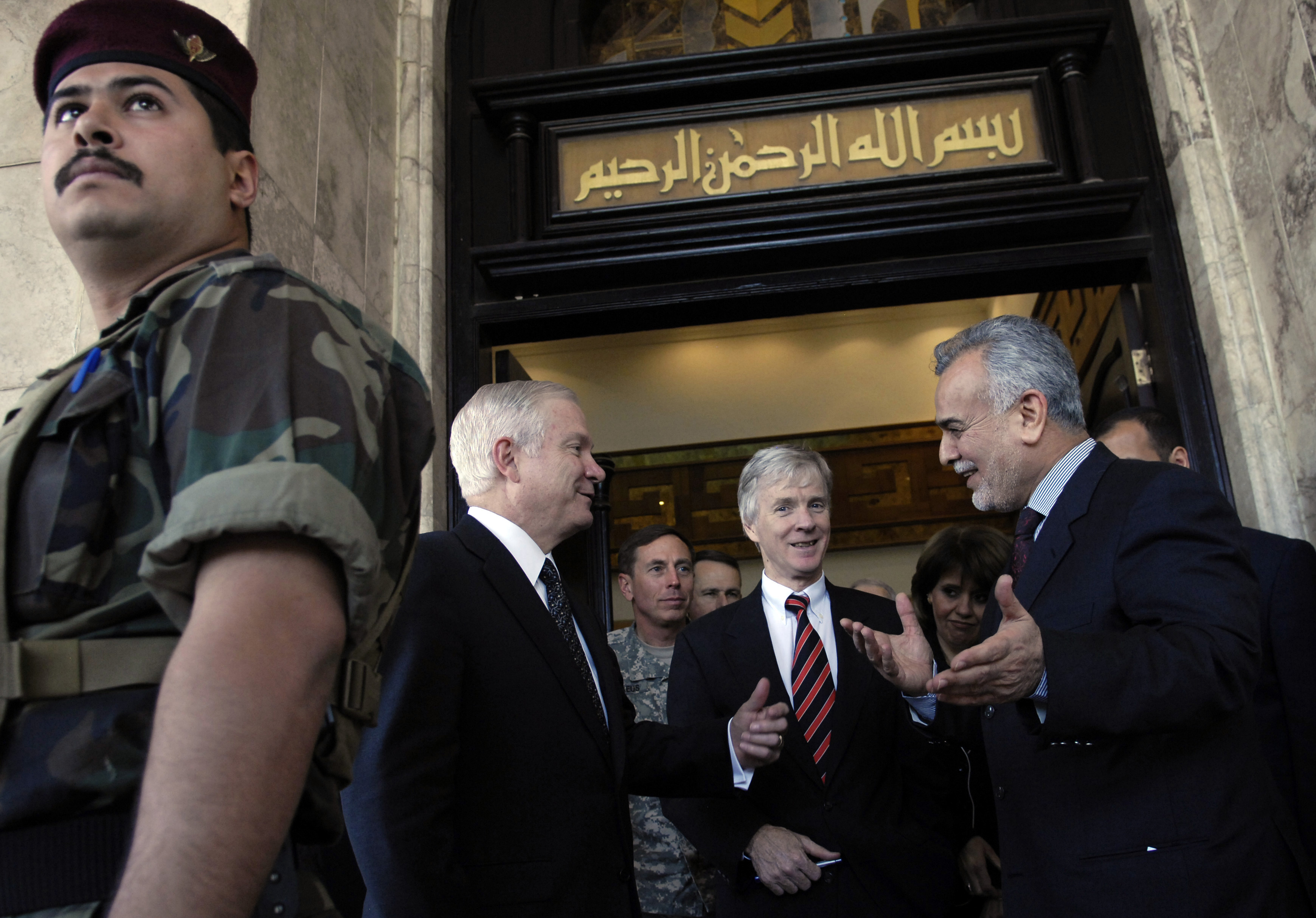
وزير الدفاع الأمريكي روبرت غيتس (الثاني من اليسار) يتحدث مع نائب الرئيس العراقي طارق الهاشمي (يمين) بعد لقائه مع القيادة العراقية في القصر الرئاسي في بغداد ، العراق ، في 20 أبريل 2007

وفي انتخابات كانون الأول 2005، بعد حملة انتخابية قادها في (جبهة التوافق العراقية)، حصلت بموجبها على (44) مقعداً في مجلس النواب العراقي، وانتخب نائباً في المجلس عن بغداد، ومن ثم رشحته الجبهة لمنصب (نائب رئيس جمهورية العراق) في 22 نيسان 2006.

### استقالته من منصب نائب الرئيس
في 30 ديسمبر 2013 أعلن الهاشمي استقالته من منصبه الذي ما زال يشغله بشكل قانوني رغم مغادرته للبلاد مرغما على خلفية ملاحقات قضائية يصفها بالسياسية بعدما قدم عدد من نواب القائمة العراقية بمجلس النواب العراقي استقالاتهم احتجاجا على الحملة العسكرية التي تشنها القوات الحكومية ضد اعتصام محافظة الأنبار، وهي العملية التي استنكرتها قيادات سياسية ودينية وعشائرية الحملة، بينما دعت الأمم المتحدة جميع الأطراف إلى «ضبط النفس».

## مشروع العقد الوطني
تقدم الهاشمي في عام 2007 بمشروع (العقد الوطني العراقي)، بعد ان تعززت القناعة لديه ان العراقيين بأديانهم ومذاهبهم وقومياتهم هم شعب واحد، ومكون سكاني موحد، له خصوصيته بين الشعوب، ويفخر بتنوعه، وتعدديته الدينية والمذهبية والقومية والسياسية المصانة والمحترمة، ولا يمكن السماح بتقسيمه إلى طوائف متناحرة ومكونات متخاصمة، وخنادق متقابلة وأقطاب متنافرة، تجعل العراق غنيمة يتصارع المتخاصمون على أخذ الحصة الأكبر منها ما استطاعوا إلى ذلك سبيلاً ..
واستخلص الهاشمي من كل هذا أن العراق لا يمكن أن يبنى ويعمر، ويعيش أهله بسلام ورخاء، وينعم بخيراته وثرواته إلا ببناء (دولة المواطنة) التي تحترم الجميع، والتخلص والتحرر في ذات الوقت من (دولة المكونات) التي تؤذي وتهين الجميع، فنضجت لديه الفكرة، وحزم أمره على تقديم مشروع وطني متكامل يعتمد على إلغاء (دولة المكونات) وبناء وترسيخ (دولة المواطنة) لاستعادة الإنسان العراقي من أسر الطائفة وتحريره من العبودية للمكوِّن ليجمع العراقيين عراقيتهم وحدها لا غير.

## حركة تجديد
تقدم الهاشمي بمشروع سياسي متكامل، يمثل عقداً وطنياً بين العراقيين، وامتداداً لمشروع العقد الوطني، وسبيلاً لإنقاذ العراق من مأزقه، يهدف إلى انجاز التحول من دولة المكونات إلى دولة المواطنة. أعلن عنه في 12 أيلول 2009 بإشهار قائمة وطنية مستقلة للمشاركة في الانتخابات العامة 2010 تحمل اسم «حركة تجديد». للخروج بالعراق من عنق الزجاجة، لنبني وطناً يملؤه التجديد.

## تحديات واتهامات
قبل أسبوع واحد من تسلمه مسؤولياته الدستورية نائباً لرئيس الجمهورية، قامت الميليشيات المسلحة بقتل شقيقه محمود الهاشمي بتاريخ 13 نيسان / أبريل 2006. وبعد أسبوعين فقط من ذلك التاريخ تكرر الأمر مع شقيقته (ميسون الهاشمي) بتاريخ (27 أبريل 2006). وفي 10 يوليو 2006. وفي شهر رمضان، قامت الميليشيات بقتل شقيقه (الفريق أول عامر الهاشمي) في بيته، بعد أستبسال في مواجهة القتلة بسلاحه الشخصي، وبنفس الطريقة التي أستشهد بها مئات الضباط والطيارين العراقيين في بيوتهم على أيدي ميليشيات الأغتيال المنظم. وآثر طارق الهاشمي أن لا يتحرى عن قتلة أشقائه لينتقم لهم، كي لا يكون سبباً في نشر ثقافة الانتقام والثأر.
اتهم بالارهاب أبان جلاء القوات الأمريكية أثر أعتراف متلفز لمجموعة من معاونيه بثته قناة الرسمية (العراقية)، وأنكر جميع الاتهامات من إقليم كردستان الذي وفر لهُ ملجئاً آمناً بعد طلبه للمثول أمام القضاء العراقي مع بداية عام 2012. تدخل الاتهامات ضمن قانون مكافحة الإرهاب رقم 13 لسنة 2005 (المادة 4). وتدخل ضمن نطاق المساهمة في الجريمة وفقا لقانون العقوبات العراقي رقم 111 لسنة 1969 المعدل. وفقا للقانون العراقي ان حق الدفاع مقدس ومكفول في جميع مراحل التحقيق والمحاكمة طبقا للدستور العراقي (المادة 19). من الناحية الدستورية والقانونية ان المتهم برئ حتى تثبت ادانته (المادة 19 من الدستور العراقي).
- ديسمبر/كانون الاول 2011 - اصدرت السلطات العراقية مذكرة اعتقال بحق الهاشمي، بتهمة إصدار أوامر إلى عناصر من حمايته لتنفيذ عمليات اغتيال لضباط وقضاة ومسؤولين عراقيين، فضلا عن زرع عبوات ناسفة وتفجير سيارات مفخخة في بغداد ومدن عراقية أخرى[23]، وقد حكمت عليه محكمة عراقية غيابيا بالإعدام [22]..
- 19 ديسمبر 2011 - لجأ طارق الهاشمي إلى إقليم كوردستان في شمال العراق بعد أن صدرت بحقه مذكرة اعتقال بتهمة الإرهاب، وفق اعترافات مجموعة من أفراد حمايته بشأن قيامهم بأعمال عنف بأوامر منه. واعلن الاكراد انهم لن يسلموا الهاشمي إلى الحكومة المركزية في بغداد لان القضية ذات ابعاد سياسية وتحتاج إلى حل سياسي.[24]
- 24 ديسمبر 2011 - أكد رئيس الجمهورية جلال طالباني أن الهاشمي يتواجد بضيافته وسيمثل أمام القضاء في أي وقت ومكان داخل العراق.
- 18 ديسمبر 2011 - مجلس القضاء الأعلى يقرر تشكيل هيئة تحقيقية حول الاتهامات في القضايا المنسوبة لحماية طارق الهاشمي.
- 30 يناير 2012 - أعلنت وزارة الداخلية اعتقال 16 شخصاً من حماية الهاشمي، مؤكدة أن المعتقلين متهمون بتنفيذ عمليات أغتيال ضد ضباط وقضاة، من بينهم عضو محكمة التمييز نجم عبد الواحد الطالباني في العام 2010 شمال بغداد.
- 11 فبراير 2012 - أعلنت وزارة الداخلية حصولها على اعترافات من أحد معاوني طارق الهاشمي بأنه ينشط مع حزب البعث بقيادة الهاشمي.
- 16 فبراير 2012 -أعلنت الهيئة التحقيقية بقضية طارق الهاشمي، عن تورط حماية الأخير بتنفيذ 150 عملية مسلحة، وقال المتحدث باسم مجلس القضاء الأعلى عبد الستار البيرقدار خلال مؤتمر صحافي عقده، في بغداد إن «الهيئة التحقيقية الخاصة بقضية الهاشمي أكدت تورط حمايته بتنفيذ 150 عملية مسلحة». وأضاف البيرقدار: «إن من بين العمليات تفجير سيارات مفخخة وعبوات ناسفة وإطلاق صواريخ واستهداف زوار عراقيين وإيرانيين، فضلاً عن اغتيالات بكواتم صوت لضباط كبار وأعضاء مجلس النواب ومدراء عامين وقضاة وأطباء» وكلها أتهامات لم تثبت لحد الآن.
- 21 فبراير 2012 -أعلن مجلس القضاء الأعلى عن إحالة قضية طارق الهاشمي إلى المحكمة الجنائية المركزية في الكرخ، مؤكداً أنه تم تحديد الثالث من أيار 2012 موعداً لمحاكمته غيابياً، فيما أشار إلى أنه لا يمكن التكهن بالحكم وهو متروك للمحكمة.
- الأحكام
- 9 سبتمبر 2012 - أصدرت المحكمة الجنائية العراقية المركزية حكماً غيابياً بالإعدام شنقاً بحق طارق الهاشمي، بعد إدانته بتهم إرهابية.[25]
- 1 نوفمبر 2012 - أصدرت محكمة الجنايات العراقية المركزية حكماً غيابياً بالإعدام شنقاً بحق طارق الهاشمي، بعد إدانته بتهم إرهابية للمرة الثانية.[26]
- 30 أكتوبر 2012 - أصدرت محكمة عراقية حكما غيابيا ثالثا باعدام الهاشمي وصهره -أحمد قحطان- بتهمة التورط في محاولة تفجير استهدفت "زائرين شيعة[27]
- تصاريح
- 8 مايو 2012 - نفى الهاشمي التهم التي وجهتها المحكمة الجنائية المركزية في بغداد له ولعشرات من افراد حمايته المعتقلين. وبانه لا يثق بالقضاء العراقي لانه تحت سيطرة الحكومة وان التهم الموجهة له ذات دوافع سياسية، متهما رئيس الحكومة العراقية نوري المالكي بإذكاء الانقسام الطائفي في البلاد.[28]
- 20 مايو 2012 - يؤكد الهاشمي على أن محاكمته سياسية لأنها في رأيه «تهدف إلى إقصائه عن ممارسة دوره في العملية السياسية التي يحتاجها العراق للنهوض من كبوته».[23]
- 17 أكتوبر 2013 - صرح الهاشمي في مؤتمر صحفي «إن القضية المقامة ضده ذات دوافع سياسية والتهم التي سيقت مفبركة بالكامل». وأكد إنه مستعد للعودة إلى العراق إذا ضمن له الاتحاد الأوروبي محاكمة عادلة. وقال للصحفيين إن الوضع في العراق تحت حكم رئيس الوزراء نوري المالكي اسوأ ما كان عليه قبل الإطاحة بالرئيس الاسبق صدام حسين. واتهم إيران بتأجيج الصراع الطائفي في العراق.[29] وهو يعيش حاليا في أنقرة، تركيا، مع التأكيد على أنه لن يتم تسليمه.[30]

## مذكرة الانتربول
اصدرت الشرطة الجنائية الدولية الانتربول (والتي تم الغائها تماما من قبل الانتربول في شهر مايس 2016) مذكرة اعتقال «حمراء» في 19 ديسمبر 2012 بحق الهاشمي بناء على طلب من الحكومة العراقية التي احالته إلى القضاء بتهم «تدبير وتمويل هجمات ارهابية». طعنت العراقية بقانونية مذكرة الانتربول بحق الهاشمي. ووصفتها بانها غير قانونية و«مسيسة».
تباينت آراء الكتل النيابية حيال صدور مذكرة الانتربول الدولي بشأن إلقاء القبض على نائب رئيس الجمهورية طارق الهاشمي الذي اضطر إلى مغادرة العراق لكي يثبت للعالم أن القضاء في العراق قضاء غير عادل وقد تم تسييسه ضد كل من يقف بوجه الظلم، وقد عده أعضاء في دولة القانون إجراءً على تركيا أن تتجاوب معه وتسلم المتهم إلى السلطات العراقية، رأى أعضاء في القائمة العراقية التي ينتمي اليها الهاشمي المذكرة بـ”المسيسة” بسبب ضغوط مارستها الحكومة العراقية ضد الهاشمي، أما التحالف الكردستاني، فقد ألمح إلى عودة الهاشمي إلى أربيل وتسوية قضيته سياسيا. وأكدت الحكومة العراقية ان إصدار المذكرة الدولية بالقبض على الهاشمي جاء بناء على طلبها والتي قام لاحقا الأنتربول بحذفها تماما في مايس 2016 لعدم تمكن الحكومة العراقية من أثبات أي من التهم ضد طارق الهاشمي .
وفي الوقت الذي أكد فيه خبراء أن المذكرة الصادرة ضد الهاشمي “حمراء” بمعنى أنها تحمل أشد أنواع التهم خطورة، شككوا في قدرة الانتربول على تسلّم الهاشمي من الجانب التركي، خصوصا وأن تنفيذ الاعتقال يخص أنقرة، مستدركين أن تركيا لن تسلم شخص نزيه معروف لديها مثل السيد طارق الهاشمي والذي قامت الحكومة العراقية بتسييس قضائها ضده لانه وقف بوجه الظلم مدافعا عن حقوق الشعب.
- رأي الرئيس العراقي:

أجرت قناة (العربية) الفضائية حوارا مع رئيس الجمهورية جلال طالباني عبر برنامج (مقابلة خاصة):
- العربية: هل بحثتم خلال لقاءاتكم فخامة الرئيس، مسألة تسليم الهاشمي؟ وهل ستسلمونه؟
- الرئيس طالباني : نعم بحثنا هذه المسألة، المسألة هي ليست مسألة تسليمه أو لا، الهاشمي ليس هاربا، فلنأخذ قضية الاستاذ طارق الهاشمي بموضوعية، هو مازال نائبا لرئيس الجمهورية، لم يفصله البرلمان، لم يقدم هو الاستقالة، اذن هو مازال رسميا نائبا لرئيس الجمهورية.
ثانيا، هو متهم ولكن لم يحكم عليه وحسب القانون المتهم بريء حتى تثبت ادانته، فلم تثبت ادانته حتى هذه اللحظة، لذلك هو ليس مدانا وبالتالي هو بريء.
ثالثا، هو ليس هاربا، لا يرفض المثول امام المحكمة، كل ما يطلبه هو والاخوة المساندون له ان يتم نقل مكان المحاكمة من بغداد إلى كركوك وهو مستعد ان يذهب إلى المحكمة في كركوك وهي مدينة عراقية تابعة للحكومة المركزية، الآن كركوك خارج حدود اقليم كردستان، وهو مستعد ان يذهب إلى هناك ويقدم دفاعه عن القضية، المسألة هنا هي التشويش من قبل بعض الاشخاص الذين لا يفهمون القانون والذين يتكلمون من منطلق التعصب الطائفي ويعتقدون ان طارق الهاشمي هارب وان كردستان تحتضنه ولا تسلمه، وهذا ليس صحيحا.
- العربية: ما تعليقكم على تصريحات صدرت من دولة القانون تقول بان استضافة جلال طالباني للهاشمي تجعل المادة (4) من قانون الإرهاب تنطبق عليك ؟
- الرئيس طالباني: هذه التصريحات لم تكن من دولة القانون التي استنكرت بدورها هذه التصريحات التي هي لشخص واحد من قائمة دولة القانون، الشيخ خالد العطية الناطق باسم دولة القانون استنكر هذه التصريحات واجبر هذا الشخص على ان يأتي ويقول بانه لم يقصد ذلك، وهذه التصريحات ادعاءات باطلة لان الاستاذ طارق الهاشمي ليس محكوما حتى أحميه، فهو لحد هذه اللحظة نائب رئيس الجمهورية وهو متهم والمتهم بريء حتى تثبت ادانته وهذه التصريحات زعم باطل لشخص لا يفهم القانون ومعنى الإرهاب ولا حكم الإرهاب، طارق الهاشمي إلى الآن ليس ارهابيا بل متهم والمتهم بريء حتى تثبت ادانته، وايضا ان طارق الهاشمي لم يهرب حتى يقال اني احتضنه، هو يريد ان يحضر إلى المحكمة في كركوك ويقبل نتائج الحكم.
- القائمة العراقية :

وصف النائب عن القائمة العراقية أحمد المساري، مذكرة الانتربول “بغير القانونية، لأنها صيغت بتأثيرات حكومية على الانتربول”، مجددا موقف قائمته، بأن “القضية سياسية يجب ان تحل وفق الابتعاد عن اقحامها في الشأن القضائي، الامر الذي يزيد تعقيدات المسألة“. ونوه إلى ان “السلطات التركية لن تسلّم الهاشمي لأنها مؤمنة ببراءته وتعلم علم اليقين إن القضية استهداف سياسي”، ملمحا إلى “إمكانية عودة الهاشمي إلى أربيل، وأن سلطة الإقليم مستعدة لاستقباله لأنها تؤمن هي الأخرى بأن قضية الهاشمي سياسية وليست قضائية”. وأتهم المساري “الجانب الأميركي بالتورط بقضية الهاشمي، فلدينا علامات استفهام حول الموقف الاميركي من القضية“.
- اقليم كردستان :

اتهم رئيس اقليم كردستان مسعود البرزاني المالكي بمحاولة اقامة ديكتاتورية في العراق. ذلك بعد توجيه كل من زعيم القائمة العراقية اياد علاوي ورئيس البرلمان العراقي أسامة النجيفي وزعيم التيار الصدري مقتدى الصدر ورئيس اقليم كردستان رسالة مشتركة إلى المالكي هددوه فيها بالبدء باجراءات سحب الثقة من حكومته إذا لم يطبق جميع بنود اتفاق أربيل الذي افضى إلى تشكيل حكومة المالكي.

## أصداء الأتهام
تصاعدت الخلافات بين القيادات العراقية غداة الانسحاب الأمريكي بعد صدور مذكرة اعتقال بحق نائب رئيس الجمهورية السابق طارق الهاشمي المتهم بجرائم قتل.

### داخلياً
- الحزب الإسلامي العراقي :

قال الأمين العام للحزب الإسلامي العراقي إياد السامرائي:"هذه القضية منذ البداية انها مسيسة فهناك اطراف تستهدف طارق الهاشمي سياسيا وربما تستهدف القوى العربية السنية ان صح التعبير من خلال جعلها تحت ضغوط الاتهام ولقد فوجئنا بسرعة إصدار الحكم خاصة انه كان يجري في الفترة السابقة تأجيل الحكم فهناك علامات استفهام حول السرعة التي اصدرت بها المحكمة الحكم لان الدفاع قدم افادة في مسائل حساسة كانت تتطلب التحقق منها وهذا يجزم بأن المسألة سياسية وقد اختير توقيت الحكم متزامنا مع سلسلة التفجيرات التي حدثت لاعطاء ايحاء بوجود رابط بين الحكم وتلك التفجيرات واعطاء صورة عن مدى جدية الحكومة في مقاومة الارهاب ومن هذا المنطق كانت تصريحاتنا منذ البداية ان طارق الهاشمي بريء مما نسب اليه من اتهامات وانه لم يعط فرصة كي تجري المحاكمة بشكلها الصحيح، فضلا عن تعرض طاقم الحماية للتعذيب كما لم يتم الاستجابة لمطلبه وبنقل المحاكمة من بغداد إلى كردستان حتى يتم اظهار الحيادية من جانب القضاء.
لا أحد يستطيع تصفية التيار السني أو السنة في العراق والتي يبلغ عدة ملايين ولها ثقل سكاني وجغرافي وبغض النظر عن اتهام دولة معينة فإن الجانب السياسي واضح في القضية وسوف تكون محاولة فاشلة لانها عززت رصيد طارق الهاشمي والتيار الذي يمثله في الشارع".
- حركة الوفاق الوطني العراقي :

أعلنَ عشرة أعضاء في حركة الوفاق الوطني بالديوانية، انشقاقهم عن الحركة وانضمامهم إلى الكتلة البيضاء، عازين سبب الانسحاب إلى “انحراف” الحركة عن المشروع الوطني، فيما هددوا بكشف المستور في حال إطلاق أي تصريحات تضلل الرأي العام. وقال نائب مسؤول فرع الحركة في الديوانية عقيل عبد السادة الجبوري في مؤتمر صحفي عقده مع تسعة من أعضاء الحركة المنشقين: “إنني وتسعة من أعضاء حركة الوفاق في محافظة الديوانية نعلن انسحابنا من الحركة وانضمامنا إلى الكتلة البيضاء”، عازيا الانسحاب “استجابة لمطالب الجماهير نتيجة انحراف الحركة عن المشروع الوطني الحقيقي وإصرار قيادتها على التمسك بأشخاص غير مؤهلين للمسؤولية”. وأضاف الجبوري أن “حركة الوفاق باتت لا تلبي تطلعات الجماهير التي منحتها فرصا متكررة”، مهددا الحركة بـ”كشف المستور في حال إطلاق أي تصريحات تظلل الرأي العام عن سبب انسحابنا”. وعزا الجبوري سبب انضمام المنسحبين إلى الكتلة البيضاء إلى “قربها لتطلعاتهم في خدمة الشعب”، مبينا أن “شعبية الحركة تأثرت بشكل كبير في وسط وجنوب العراق خلال السنة الأخيرة لأسباب متعددة منها اتهام طارق الهاشمي بالإرهاب الذي لم تتخذ الحركة موقفا صريحا منه، فضلا عن تخبطها وفشلها بشأن حقوق الحركة”. وشهدت حركة الوفاق الوطني التي يتزعمها إياد علاوي، العديد من الانشقاقات خلال الفترة الماضية، حيث أعلن العشرات من أعضاء الحركة في محافظة البصرة، عن انسحابهم منها وانضمامهم إلى حركة سياسية أخرى قيد التأسيس، تضم منشقين عن الحركة والقائمة العراقية من محافظات أخرى. كما أعلنت حركة الوفاق الوطني في محافظة النجف، في (31 كانون الأول 2011)، عن انضمامها إلى حركة أبناء العراق للتغيير، عازية سبب الانسحاب إلى الإقصاء والتهميش والتوجه الطائفي وفقدان التوازن في التعامل مع قضية نائب رئيس الجمهورية طارق الهاشمي.
وأعلن أعضاء حركة الوفاق في محافظة ذي قار، في (26 كانون الأول 2011)، الانسحاب الكامل من الحركة والقائمة العراقية نتيجة الأخطاء والممارسات التي انتهجتها قيادة القائمة العراقية مؤخراً بما فيها عمليات التهميش والإقصاء والتوجه الطائفي تجاه قيادات وكوادر ومرشحي الحركة والقائمة العراقية في مناطق الفرات الأوسط والجنوب، فيما أكدوا تشكيل حركة جديدة باسم حركة أبناء العراق للتغيير.
- القائمة العراقية :

قال النائب عن القائمة العراقية الوطنية الدكتور سليم الجبوري:«تسود الساحة السياسية حالة من التأزم في العلاقات بين الكتل السياسية لا سيما بين ائتلاف دولة القانون والقائمة العراقية بسبب بعض الملفات كالوزارات الامنية ومجلس السياسات الستراتيجية وقضيتي نائب رئيس الجمهورية طارق الهاشمي ونائب رئيس الوزراء صالح المطلك».
- ائتلاف العراقية :

قال مجلس النواب عن ائتلاف العراقية خالد عبد الله العلواني أن قائمته تدعم جميع المبادرات الجادة التي تهدف لإنهاء الأزمة السياسية التي طال أمدها لوقت طويل، لافتاً أن أصل المشكلة بدأت بسب عدم تنفيذ بنود اتفاقية اربيل بالكامل التي على أساسها شكلت الحكومة. وأوضح العلواني: “ان المواطن العراقي أصبح يدرك اليوم وبدون شك أن حلول المشاكل الداخلية السياسية في العراق لا تصنع بأيدي عراقية بل تأتي من الخارج حيث تصنعها دول خارجية وإقليمية”. واضاف:“ان العراقية تنازلت عن حقها في تشكيل الحكومة من أجل الشعب العراقي، ولكن يبدو أن بعض الإطراف لا تريد أن تتنازل عن بعض مطالبها، منوهاً أن حل المشكلة بصورة نهائية يكمن في تنفيذ اتفاقية اربيل بالكامل دون استثناء إي بند منها، مبيناً أن على رأس هذه البنود تحقيق التوازن في مؤسسات ووزارات الدولة، وإشراك جميع الإطراف السياسية في صناعة القرار السياسي والأمني، فضلاً عن حل قضيتي نائب رئيس الجمهورية طارق الهاشمي ونائب رئيس الوزراء صالح المطلك”. وأضاف:”ان طول الأزمة السياسية سيؤدي إلى إرباك المشهد السياسي وعدم تفكير المواطن العراقي في الذهاب ثانية إلى الانتخابات كونه يئس من هذا التراشق والتنازع المستمر بين الإطراف السياسية”.
- تحالف الوسط:

دعا النائب عن تحالف الوسط الدكتور وليد عبود المحمدي الكتل السياسية إلى «مناقشة كافة المسائل العالقة بينها دون اغفال أي ملف منها».
وقال المحمدي : «لابد ان تنطلق الكتل السياسية انطلاقة جدية خلال الاجتماع الوطني الذي سيتيح لها الفرصة لحل كافة الملفات العالقة بينها للانتقال إلى مرحلة جديدة من البناء والأعمار والاهتمام بالمواطن».
واضاف المحمدي:«إذا أردنا أن ننهي الملفات العالقة بين الكتل السياسية علينا ان نطرح كافة القضايا التي أججت الخلافات وعمقتها، ومن ضمنها القضايا المتعلقة بقادة الكتل في القائمة العراقية مثل طارق الهاشمي وصالح المطلك اللذين هم رؤساء كتل سياسية ومن حقهم أن يقدموا مشروعهم الوطني والنقاط التي يرغبون بالمشاركة بها في المؤتمر، سيما وأن لهم ثقلا وجمهورا ينتظر منهم حل هذه المشاكل».
- كتلة الفضيلة:

دعا النائب عن كتلة الفضيلة حسين المرعبي القوى السياسية التي هي ليست طرفا في الازمة الحالية إلى المبادرة السريعة من أجل تقريب وجهات النظر بين الاطراف السياسية. وقال ان:”على طرفي النزاع المسببين للازمة الراهنة أن يتجاوبا مع هذا الطرف الوسط ويبديا التنازلات من أجل الوصول إلى حلول للمشاكل وتقديم المصالح العليا للبلد على المصالح الفئوية الخاصة”. واضاف المرعبي:”ان ما يجري في البلد مؤلم للغاية ولعل غياب الرؤيا الصحيحة للملفات العالقة يجعل من الصعب الوصول إلى وضع العلاج السريع والناجح لحلها بما يضمن مصالح جميع الاطراف”. واشار إلى “ان البلد استعاد مكانته في المحيطين العربي والدولي ومن المؤسف جدا ان يضيع السياسيون هذه النجاحات من اجل المصالح الضيقة والفئوية”، لافتا إلى أن حل المشاكل الداخلية سيساعد في تعزيز ثقة المجتمع الدولي وتفعيل ما حققه العراق من نجاحات. ودعا المرعبي رئيس التحالف الوطني إبراهيم الجعفري إلى التدخل السريع من اجل حسم الازمة السياسية المتفاقمة ووضع آليات ومشاريع حلول مقنعة للاطراف المتنازعة.
- ائتلاف دولة القانون:

رجح النائب عن ائتلاف دولة القانون محمد الصيهود فكرة حل البرلمان والذهاب إلى انتخابات مبكرة في حال بقى الحال على ما هو عليه. وقال الصيهود في تصريح لوكالة أنباء بغداد الدولية (واب) إن هذه الفكرة واردة في حال لم تأت الايام المقبلة بالجديد، مشيرا إلى ان استمرار الكتل السياسية بثقافة الوعد والوعيد وعدم ذهابها إلى أبعد من الطريق الحالي، سيكون هناك حديثا عن هذا الأمر كونه يكون ضرورة في ذلك الوقت. واكد أن الكلام عن سحب الثقة من الحكومة وغيرها من الأمور، صدر فقط من العراقية التي حشدت منذ اليوم الأول تجاه هذا الأمر. وصرحت العراقية أكثر من مرة بأن دولة القانون تسير بنهج التفرد بالسلطة والاستئثار بالمناصب السيادية، فضلا عن اشكالاتها في قضيتي الهاشمي والمطلك والاقصاء المتعمد حسب قولها.

### دولياً
- العلاقات العراقية التركية

الهاشمي، اوباما، بايدن

تشهد العلاقات العراقية التركية توتراً ملحوظاً من آخر مظاهره عدم السماح للحجاج الأتراك بمواصلة رحلتهم إلى الديار المقدسة عبر الأراضي العراقية، ومطالبتهم بالحصول على التأشيرات والموافقات القانونية اللازمة من السفارات والقنصليات العراقية في بلادهم، ويأتي ذلك على خلفية مجموعة ملفات خلافية منها إيواء أنقرة لنائب رئيس الجمهورية “المتهم بالإرهاب” طارق الهاشمي، ورفض تسليمه إلى بغداد، وزيارة وزير الخارجية التركي إلى إقليم كردستان وكركوك، دون التنسيق مع بغداد أو موافقتها، والموقف من الأزمة السورية الذي يتقاطع تماماً مع موقفي بغداد وطهران، واتهام رئيس الوزراء نوري المالكي لأنقرة بالسعي لـ”إذكاء” الصراعات الطائفية في العراق، فضلاً عن ملف المياه. وأوردت الوكالة أن اجتماع مجلس الأمن القومي التركي “عقد في القصر الجمهوري بحضور كل من رئيس الوزراء رجب طيب أردوغان ورئيس الأركان الجنرال نجدت أوزل وقادة القوات البرية، الجوية، البحرية والدرك والأعضاء الدائمين في المجلس”.
- 9 مايو 2012 - قال مسؤول بارز في الحكومة التركية ان انقرة لن ترحل نائب رئيس الجمهورية العراقي الملاحق قضائيا طارق الهاشمي من قبل السلطات العراقية، والذي يحاكم غيابيا في العراق بتهم تزعم فرق اغتيالات. ونقلت وكالة انباء الاناضول الرسمية عن نائب رئيس الوزراء التركي بكر بوزدق قوله: «نحن لن نرحله بعد ان ظللنا ندعمه منذ البداية».
- قال رئيس الوزراء التركي رجب طيب اردوغان إن «الهاشمي موجود في تركيا لأسباب صحية، وإنه متى ما انتهى من رحلته العلاجية فإنه سيعود إلى بلاده، وإن الهاشمي قدم إلى تركيا أيضا لتوضيح وجهة نظره حيال قضيته المطروحة حاليا والتطورات حول تلك القضية.». واضاف اردوغان قائلا «إن الهاشمي مستمر في دفاعه عن نفسه، وإنه قدم اعتراضاته على القضية عبر محاميه، ووفق ما لدي من معلومات فإنه سيستمر في الدفاع عن نفسه.» وأكد اردوغان على التزام بلاده بدعم الهاشمي وقال «نحن كنا ولا نزال وسنبقى نقدم دعمنا لطارق الهاشمي».

## آراء المحللين في القضية
بعض المحليين يرون في القضية برهانا ساطعا على تزايد استبداد المالكي، بخاصة منذ انسحاب القوات الاميركية في كانون الأول الماضي. ومفارقة السلطة في ادارته هي انه يزيد باستمرار من سلطته على المؤسسات الامنية والمالية المهمة في حين ان تحالفه لا يسيطر الا على اقل من نصف مقاعد البرلمان بكثير. ففي كانون الأول، فر طارق الهاشمي، نائب رئيس الجمهورية، من البلد بعد صدور أمر بالقاء القبض عليه على خلفية تهم بالإرهاب، وهي مزاعم يقول الهاشمي عنها انها مدبرة من جانب رئيس الوزراء. بالمقابل، ينفي أنصار المالكي كلام الهاشمي هذا والادعاءات بأن الحكومة تسعى الآن إلى الانقلاب على محافظ البنك المركزي كي تتمكن من انتزاع السيطرة على احتياطيات البلد من العملة الاجنبية.وهناك شيء آخر مثير للقلق في قضية البنك المركزي يتمثل باحتمال تأثيرها في الاقتصاد العراقي، الذي ما زال هشا بعد ديكتاتورية صدام التي دامت 24 سنة، وحوالي 9 سنوات من الاحتلال الاميركي، وحرب أهلية دامية. المعجبون بمحافظ البنك في البلد وخارجه يقولون انه قام بعمل جيد في الحفاظ على استقرار الدينار والسيطرة على التضخم. ويُنظر إلى عملية ابداله بعبد الباسط تركي، رئيس ديوان الرقابة المالية، بوصفها إعادة طمأنة لاسيما انه لا يعدّ ملطخا بالسياسة، الا أن الحكومة لم تبذل جهدا يذكر لايضاح دواعي تعيينه، أو اعطاء تعهدات باستمرار استقلالية البنك المركزي ..

## اغتيالات
تعرض ثلاثة من أشقاء طارق الهاشمي لعمليات اغتيال في عام 2006، وهم: محمود الهاشمي، الذي اغتيل في 13 نيسان/أبريل 2006 وسط بغداد، وميسون الهاشمي، التي قُتلت بعد 13 يومًا فقط من مقتل شقيقها، أثناء وجودها برفقة حارسها الشخصي جنوب العاصمة، وذلك في 27 نيسان/أبريل 2006.
وبعد خمسة أشهر، وتحديدًا في 10 حزيران/يونيو 2006 الموافق لشهر رمضان، اغتيل شقيقه الفريق أول عامر الهاشمي داخل منزله في بغداد، بعد مواجهة مع مجموعة مسلحة، استخدم فيها سلاحه الشخصي. وقعت هذه العملية قبل أسبوع من تولي طارق الهاشمي مهامه كنائب لرئيس الجمهورية.
وقد أعلن الهاشمي لاحقًا أنه آثر عدم ملاحقة المتورطين في اغتيال أشقائه، تجنبًا لنشر ثقافة الثأر والانتقام في المجتمع العراقي.

## مشروع (تأسيس البيت المسلم)
هو مشروع تبناه الهاشمي لتيسير الزواج للشباب المحتاجين. وكان قد اقام فرع سامراء للحزب الإسلامي العراقي في 6 يونيو 2009، حفل تكريم توزيع «مكرمة طارق الهاشمي» على المتزوجين الجدد من أبناء محافظة صلاح الدين ومدينة سامراء. حضر الحفل ممثل الهاشمي لمكتب شؤون المواطنين وعدد من أبناء مدينة سامراء ووجهائها.
كما وأحيت الحفل فرقة الملوية الفنية متغنيتا باجمل اناشيد الافراح وتقدم المتزوجيين الجدد بالشكر والتقدير للهاشمي على مساعدته وتبنيه مشروع تيسير الزواج للشباب المحتاجين -(تأسيس البيت المسلم)- كما ويتمنون ان يحذو حذوه المسؤولون في الحكومة لمساعدة الشباب .
وتأتي هذه المكرمة ضمن الحملات التي قام بها مكتب الهاشمي املين ان تستمر هذه المكرمات على الشباب بالعطاء والخير.

## مؤلفاته
ألف خلال خدمته بالجيش 13 كتابا اختصت جميعها في الامور العسكرية واسلحة الدبابات وفنون الرماية وكيفية التعبئة والتاريخ العسكري.

## انظر ايضًا
- ياسين الهاشمي
- طه الهاشمي

## وصلات خارجية
- الموقع الرسمي د.طارق الهاشمي
- طارق الهاشمي  على فيسبوك.
- موقع الحزب الإسلامي العراقي
- موقع قائمة د.طارق الهاشمي - حركة تجديد
- موقع حركة تجديد